# Disophrys signatipennis
Disophrys signatipennis är en stekelart som beskrevs av Turner 1918. Disophrys signatipennis ingår i släktet Disophrys och familjen bracksteklar. Inga underarter finns listade i Catalogue of Life.